# رينولد روفينز
رينولد روفينز (بالإنجليزية: Reynold Ruffins)‏ كان رينولد داش رافينز  (5 أغسطس 1930 - 11 يوليو 2021) رسامًا ومصممًا جرافيك أمريكيًا. مع ميلتون جلاسر وإدوارد سوريل وسيمور تشواست، أسس روفينز استوديوهات بوش بين في عام 1954. رسامًا لأكثر من عشرين كتابًا للأطفال، اشتهر روفينز بـ «تنوع الأسلوب والألوان النابضة بالحياة وميله للمخلوقات الخيالية.» متحف اللوفر وميلانو وبولونيا وطوكيو.

## السيرة الشخصية
حضر روفينز المدرسة الثانوية للموسيقى والفنون في مدينة نيويورك وكوبر يونيون. بينما كان لا يزال طالبًا في كوبر يونيون، قام هو وسيمور تشواست وميلتون جلاسر وإدوارد سوريل بتأسيس ديزاين بلاس، وهو استوديو قصير العمر. بعد التخرج تطورت الشراكة التعاونية وفي عام 1954، شارك في تأسيس استوديوهات بش بن مع زملائه من خريجي كوبر جلاسر، سوريل، وشواست. في عام 1963، بعد مغادرة بش بن، أسس روفينز استوديو تصميم آخر مع سيمس تاباك، وهي شراكة استمرت لأكثر من ثلاثين عامًا. تضمن العملاء التجاريون أي بي ام و AT&T وكوكا كولا وسي بي اس و Pfizer ونيويورك تايمز وتايم لايف و Fortune ومجلة جورميه ومكتب بريد الولايات المتحدة.
دخل روفينز مجال الرسم التوضيحي لكتب الأطفال في عام 1969، وخلال السبعينيات وأوائل الثمانينيات تعاون كثيرًا مع الكاتبة جين سارنوف.
في عام 1991، تعاونت روفينزمع ووبي غولدبرغ وهيربي هانكوك لإنتاج "Koi and the Kola Nuts [الإنجليزية]"، وهو مقطع فيديو تم الإشادة به للغاية للأطفال والذي كان جزءًا من سلسلة «كلنا لدينا حكايات» التابعة لشركة رابيت ايرز للإنتاج.
مات روفينز بسلام في منزله يوم الأحد 11 يوليو 2021، محاطًا بأسرته. عاش في ساغ هاربور، نيويورك؛ توفيت زوجته جوان في عام 2013

## التعليم
روفينز أستاذ فخري في كلية كوينز بجامعة نيويورك، كما قام بالتدريس في كلية الفنون البصرية، مدرسة بارسونز الجديدة للتصميم، وكان أستاذًا مساعدًا زائرًا في جامعة سيراكيوز.

## الجوائز
حصل روفينزعلى جائزة أوغسطس سانت جودنز (المقدمة من كوبر يونيون) لإنجازه المهني المتميز في الفنون. كما تم تقديم الاستشهاد الرئاسي لـ كوبر يونيون إلى روفينز لعمله ومكانته البارزة في مهنته. أدى عمل روفينز إلى الحصول على جوائز من نادي مديري الفنون في نيويورك وميدالية فضية من جمعية الرسامين. فاز روفينز بجائزة كوريتا سكوت كينغ Illustrator Honor في عام 1997 عن كتابه تشغيل الطريق إلى أ ب ت (من تأليف دينيس لوتور). حازت رسوماته للكاتب الهايتي على مرتبة الشرف الدولية للسيد روفينز.

## الفهرس
كرسام، ما لم يذكر خلاف ذلك:
- المتاهة المذهلة (EP Dutton,1969) - كتبها هاري هارتويك (بالاشتراك مع سيمس تاباك)
- الجمال: سفن الصحراء (هاربر كولينز، 1974) - بقلم جون فريدريك ووترز
- كتاب الشطرنج (سكريبنر، 1973) - بقلم جين سارنوف
- كتاب مونستر ريدل (سكريبنر 1975) - بقلم جين سارنوف
- كتاب الشفرة والشفرات (ماكميلان، 1975) - بقلم جين سارنوف
- الفضاء (سكريبنر، 1978) - بقلم جين سارنوف
- أخي لا يطعم القط أبدًا (سكريبنر، 1979) - كاتب ورسام
- ميسوسو: حكايات ذات مرة من أفريقيا (كنوبف، 1994) - بقلم فيرنا آرديما
- تشغيل الطريق إلى أ ب ت (سايمون اند شوستر، 1996) - كتبه دينيس لوتور
- كل مكان يواجه كل مكان (سايمون اند شوستر، 1997) - بقلم جيمس بيري
- كانت هناك سيدة عجوز ابتلعت سمك السلمون المرقط! (هنري هولت، 1998) - بقلم تيري سلوت
- هدية التمساح: قصة سندريلا (سايمون وشوستر، 2000) - بقلم جودي سييرا
- ماركو ران (قراء الضوء الأخضر، 2001) - بقلم ويسلي كارتييه
- صديق للملك أمادو (هوتون ميفلين، 2006) - بقلم روبرت مكيساك